# Pachycereus grandis
El cardón grande u órgano cenizo (Pachycereus grandis) es una planta perteneciente a la familia de los cactos (Cactaceae). 

## Descripción
Cactácea columnar que alcanza alturas entre 5 y 10 m. Tallos con ramificaciones a partir de la parte media, tallo principal de 1 a 1.8 m de largo y de 20 a 25 cm de ancho; ramas de 16 a 22 cm de ancho, semierectas; costillas de 8 a 9 y de 3.5 a 5 cm de altura, de forma aguda, de color verde oscuro, ápice verde azulado; aréolas de 1 a 1.5 cm de largo y de 0.5 a 0.8 cm de ancho, obovadas, distantes entre sí de 1 a 3 cm, sin surco longitudinal; espinas radiales de 7 a 10, de 0.5 a 2.5 cm de largo, ligeramente aplanadas, de color gris, ápice negro. Flores de 9 a 10 cm de largo, de forma campanulado y en forma de embudo; pericarpelo de 1 a 2.5 cm de largo x 1 a 1.5 cm de ancho, elíptico, bractéolas poco visibles, pelos abundantes, de color pardo oscuro; tubo receptacular de 5 a 6 cm de largo, brácteas triangulares a lanceoladas, ápice agudo-acuminado, carnosas, pelos abundantes, presentan cerdas de color amarillentas; tépalos verdes (envoltura floral donde no se puede diferenciar cáliz de corola, es decir, las piezas de la envoltura floral en dos ciclos son todas iguales en forma y color externos); tépalos internos de 3 a 4 cm de largo, linear o lanceolados de color blanco, verde o amarillo; fruto de 5 a 6 cm de largo y de 5 a 6.5 cm de ancho, de forma globosa, semicarnosos, pelos abundantes pardo oscuros, cubriendo la pared, espinas de 0.5 a 4.0 cm de largo, flexibles y abundantes, de color pardo amarillentos; semillas de 5 a 6 mm de largo, piriformes.

## Distribución
Es una especie endémica de México, se distribuye en los estados de; Michoacán, Estado de México, Morelos, Oaxaca, Puebla.

## Hábitat
Es una especie característica del bosque tropical caducifolio y vegetación secundaria, distribuida en elevaciones de 900 a 1 300 m s. n. m.

## Estado de conservación
En los estados de México y Morelos los cambios en el uso de la tierra para el desarrollo urbano son las principales amenazas para la especie. La alteración del hábitat por el ganado bovino y caprino también impide el establecimiento de plántulas en algunas zonas. No se encuentra bajo ninguna categoría de la NOM-059-ECOL-2010 de la Secretaría de Medio Ambiente y Recursos Naturales (SEMARNAT), sin embargo, la especie está catalogada como vulnerable por la Unión Internacional para la Conservación de la Naturaleza (en inglés: International Union for Conservation of Nature o UICN por sus siglas).

## Taxonomía
Pachycereus grandis fue descrita por Joseph Nelson Rose y publicada en Contributions from the United States National Herbarium 12(10): 421, en 1909.

#### Etimología
Ver: Pachycereus
grandis: epíteto latino que significa "grande".